# Microsoft Forefront

Microsoft Forefront logo

Microsoft Forefront là một dòng sản phẩm phần mềm bảo mật của Microsoft. Microsoft Forefront được thiết kế giúp bảo vệ mạng máy tính, máy chủ và máy khách.